# Izabela Filipiak
Izabela Morska (Filipiak) (ur. 24 sierpnia 1961 w Gdyni) – polska pisarka, eseistka, krytyczka kultury, członkini Stowarzyszenia Pisarzy Polskich oraz Unii Literackiej.

## Życiorys
Na świat przyszła w rodzinie urzędnika Stanisława Filipiaka i Jadwigi Sicińskiej. W 1980 ukończyła II Liceum Ogólnokształcące w Gdyni. W 1986 uzyskała magisterium na Uniwersytecie Gdańskim w 1986 roku, pisząc pracę Śmierć jako gwałt pod kierunkiem Marii Janion. 
W 1986 zdecydowała się na emigrację i wystąpiła o azyl polityczny. Mieszkała przez rok w Paryżu, a następnie w Nowym Jorku. W 1996 wróciła do Polski.
Debiutowała na początku lat 90. jako jedna z najbardziej wyrazistych postaci życia literackiego. Od początku zajmowała ją kwestia otwarcia nowej literatury w demokratycznej Polsce na głosy wcześniej wykluczone z kulturowego dyskursu. Jej powieść Absolutna Amnezja wzbudziła protest Jana Błońskiego, gdyż autorka przedstawiła w niej krytykę komunistycznej przeszłości z punktu widzenia dziewczynek i ostentacyjnie nieprzystosowanych młodych kobiet. Maria Janion dokonała obrony jej twórczości w swojej książce Kobiety i duch inności (1996).
Pod koniec lat 90. Filipiak prowadziła warsztaty twórczego pisania na wydziale gender studies na Uniwersytecie Warszawskim i w Studium Literacko-Artystycznym na Uniwersytecie Jagiellońskim. W 1998 była pierwszą znaną postacią, która określiła się w mediach jako lesbijka. Twierdzi, że coming out wpłynął pozytywnie na jej życie osobiste i karierę. Jednak w 2003 roku wyjechała ponownie z powodu narastających nastrojów homofobicznych i nacjonalistycznych w Polsce.
W latach 2003–2006 przebywała jako wizytujący profesor na Uniwersytecie Kalifornijskim w Berkeley. W 2005 roku otrzymała stopień doktora filozofii w warszawskiej Szkole Nauk Społecznych PAN. W latach 2007–2009 studiowała literaturę w języku angielskim z rozszerzeniem na twórcze pisanie na Mills College w stanie Kalifornia i uzyskała tytuł MFA pracując pod kierunkiem Christiny Garcii. Od 2009 roku do chwili obecnej pracuje na stanowisku adiunkta w Zakładzie Literatury i Kultury Amerykańskiej na Uniwersytecie Gdańskim.
Filipiak wydała m.in. dwa zbiory opowiadań (Śmierć i spirala, Magiczne oko), dwie powieści (Absolutna Amnezja, Alma), zbiór poezji (Madame Intuita), dramat (Księga Em) oraz esej-podręcznik dotyczący korzyści płynących z twórczego pisania (Twórcze pisanie dla młodych panien). W felietonach pisanych dla prasy kobiecej, a następnie zebranych w zbiorze Kultura Obrażonych komentowała zapowiedzi homogenicznego projektu kulturowego, który umocnił się w pierwszej dekadzie XXI wieku. Jej rozprawa doktorska opublikowana w 2007 roku jako Obszary odmienności dotyczyła kwestii transgenderyzmu jako postawy artystycznie radykalnej na podstawie życia zapomnianego poety modernistycznego Piotra Własta (1876–1949).
Filipiak specjalizuje się w temacie żałoby (zajmuje się m.in. brakiem tradycji publicznego przeżywania żałoby przez osoby homoseksualne), pracuje nad dokumentacją stylów radykalnej obrony przed wykluczeniem, czarnym humorem (jest współzałożycielką kabaretu Hole in the Trinity), jak również nad tematem długu i rozrachunku w kontekście płci, rodzaju, ekonomicznych i politycznych zależności, wojny oraz prywatyzacji.
Publikowała m.in. w „San Francisco Chronicle”, „brulionie”, „Czasie Kultury”, „Odrze”, „Ośce”, „Ex Librisie”, „Kwartalniku Artystycznym”, „Gazecie Wyborczej”. Była stałą felietonistką magazynów „Activist”, „Marie Claire”, „Pani”, „Wysokie Obcasy” – to tu początkowo ukazywał się cykl Twórcze pisanie dla młodych panien. 
W lutym 2017 roku uzyskała stopień naukowy doktora habilitowanego w zakresie literaturoznawstwa na podstawie rozprawy Glorious Outlaws: Debt as a Tool in Contemporary Postcolonial Fiction (Wspaniali wygnańcy. Dług jako narzędzie we współczesnej postkolonialnej prozie).
W grudniu 2018 roku została laureatką Nagrody Literackiej im. Juliana Tuwima.
W październiku 2019 w wydawnictwie Znak ukazał się jej dziennik z perygrynacji szpitalnych pt. Znikanie, za który została nominowana do Nagrody Literackiej Nike.

## Twórczość
- Śmierć i spirala (1992)[9]
- Absolutna amnezja (1995)
- Niebieska menażeria (1997)
- Twórcze pisanie dla młodych panien (1999)
- Madame Intuita (2002)
- Alma (2003)
- Kultura obrażonych (2003)
- Księga Em (2005)
- Magiczne oko. Opowiadania zebrane (2006)
- Obszary odmienności. Rzecz o Marii Komornickiej (2007)
- Glorious Outlaws: Debt as a Tool in Contemporary Postcolonial Fiction (2016)
- Znikanie (2019)